# Psophocarpus palustris
Psophocarpus palustris är en ärtväxtart som beskrevs av Nicaise Auguste Desvaux. Psophocarpus palustris ingår i släktet Psophocarpus och familjen ärtväxter. Inga underarter finns listade i Catalogue of Life.